# Lagle Parek

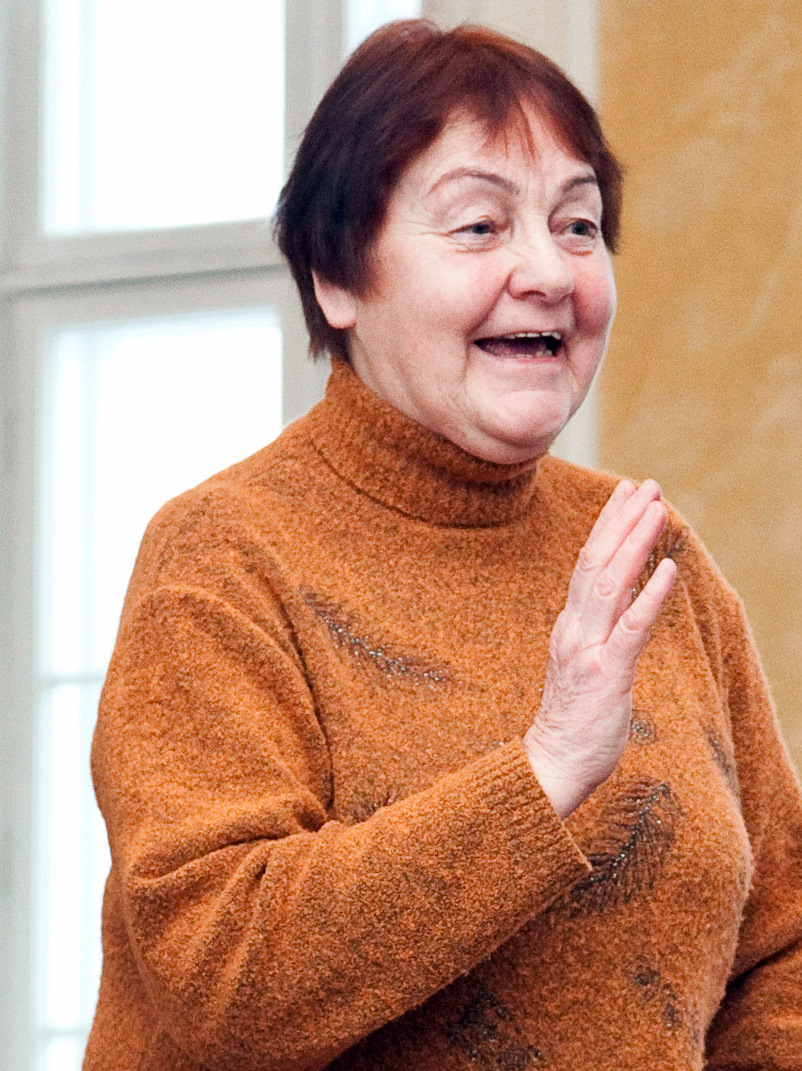
Lagle Parek (2011)

Lagle Parek (* 17. April 1941 in Pärnu) ist eine estnische Politikerin und Aktivistin. Bekannt wurde Parek vor allem als Dissidentin in den 1980er Jahren in der estnischen Sowjetrepublik, zur Strafe verbrachte sie mehrere Jahre im Arbeitslager. Nach der Unabhängigkeit Estlands 1992 war sie für kurze Zeit Innenministerin im ersten demokratischen Kabinett Estlands unter Mart Laar.

## Leben

### Deportation
Lagle Parek wurde am 17. April 1941 in Pärnu geboren. Ihr Vater und frühere Kommandant der estnischen Armee Karl Parek wurde 1941 vom NKWD festgenommen, nach Leningrad deportiert und im selben Jahr hingerichtet. Im März 1949 wurde Lagle Parek als Siebenjährige zusammen mit ihrer Mutter, der Kunsthistorikerin und Museumsleiterin Elsbet Marek (* 1902), ihrer Schwester Eva-Marju (* 1931) und ihrer Großmutter, der estnischen Schauspielerin Anna Markus (* 1878), im Rahmen der „Operation Priboi“ in die Oblast Nowosibirsk deportiert. Erst 1954/55 konnte die Familie nach einer Amnestie nach Estland zurückkehren.

### Dissidentin in der estnischen Sowjetrepublik
Lagle Parek studierte anschließend Bauingenieurwesen an der Technischen Universität in Tallinn. Sie arbeitete danach als Architektin für die staatliche Bauverwaltung der Estnischen SSR.
Lagle Park blieb Dissidentin gegen das Sowjetregime. In den 1970er Jahren veröffentlichte sie Informationen über die Menschenrechtsverletzungen der sowjetischen Behörden, verbreitete verbotene Schriften, unterschrieb Aufrufe und Appelle. Am 10. Oktober 1981 beteiligte sie sich an einer Petition und einem Offenen Brief von 38 Autorinnen und Autoren aus Litauen, Lettland und Estland an die UdSSR; in diesem Brief forderten sie eine atomfreie Zone rund um die Ostsee sowie den Abzug von sowjetischen Raketen aus den baltischen Sowjetrepubliken.
Dies und die Veröffentlichung von Artikeln in Emigranten-Publikationen brachten ihr am 5. März 1983 eine Verhaftung und eine anschließende Anklage wegen sowjetfeindlicher Agitation und Propaganda ein. Am 16. Dezember 1983 wurde sie vom Obersten Gericht der estnischen SSR zu sechs Jahren Arbeitslager und drei Jahren Verbannung verurteilt. Mit ihr wurden auf Heiki Ahonen und Arvo Pesti verurteilt. Sie war anschließend in der Frauenabteilung des Arbeitslagers DubrawLag bei der mittleren Wolga gelegenen mordwinischen ASSR inhaftiert. Gemeinsam mit Tatjana Velikanova, Irina Ratuschinskaja sowie anderen Mitstreiterinnen organisierte sie Proteste im Lager, unter anderem einen Hungerstreik. 1987 wurde sie aufgrund der sich verändernden politischen Bedingungen der UdSSR vorzeitig entlassen.

### Engagement im demokratischen Estland
Nach ihrer Rückkehr nach Estland gründete Lagle Parek Gründungsmitglied 1988 die „Partei der nationalen Unabhängigkeit Estlands“ (Eesti Rahvusliku Sõltumatuse Partei). Die ERSP war die erste demokratische Partei, die nach der sowjetischen Besetzung Estlands 1940 gegründet wurde. Von 1988 bis 1992 leitete Lagle Parek die Partei. 1992 kandidierte sie vergeblich bei der Wahl zum estnischen Staatspräsidenten, sie erhielt lediglich 4,3 Prozent der Stimmen.
Bei den Parlamentswahlen 1992 erhielt die ERSP mit 8,8 Prozent der Wahlstimmen zehn Mandate im Riigikogu. Die Partei trat der Koalitionsregierung bei, von Oktober 1992 bis November 1993 leitete Parek im Kabinett von Ministerpräsident Mart Laar das Innenministerium. Im Zuge der Pullapää-Krise, bei der Soldaten der estnischen Armee meuterten, trat sie neben Verteidigungsminister Hain Rebas zurück.
Trotz ihres Ausscheidens aus der Regierung blieb Parek weiterhin im Rahmen ihres parteipolitischen Engagements aktiv. Ihre Partei schloss sich mit anderen Parteien zur Res Publica zusammen, aus der später die Isamaa (Vaterlandsunion) entstand.

### Heute
Lagle Parek lebt im Nonnenkloster Pirita bei Tallinn und leitete als Vorstandsvorsitzende die estnischen Caritas.

## Ehrungen
- 1996 – Orden des Staatswappens, II. Klasse
- 2006 – Orden des weißen Sterns, II. Klasse
- 2007 – estnische Auszeichnung „Bürger des Jahres“
- 2009 – Orden Polonia Restituta